# روبرت تود كارول
روبرت تود كارول (بالإنجليزية: Robert Todd Carroll) (و. 1945 – 2016 م) هو كاتب، وبروفيسور، وفيلسوف أمريكي، ولد في جوليت، توفي في دافيس، يولو، كاليفورنيا، عن عمر يناهز 71 عاماً.

## التعليم
تعلم في جامعة كاليفورنيا، سان دييغو.